# Décès en février 1943
Décès
- 1939
- 1940
- 1941
- 1942
- 1943
- 1944
- 1945
- 1946
- 1947

Pour une information complémentaire, voir la page d'aide.

| Date      | Nom                  | Pays                   | Activités                                            | Âge | Source |
| --------- | -------------------- | ---------------------- | ---------------------------------------------------- | --- | ------ |
| 7 février | Clara Novello Davies | Drapeau du Royaume-Uni | chanteuse, enseignante et chef d'orchestre galloise. | 81  | (en)   |